# Passagem Futebol Clube
O Passagem Esporte Clube é um clube de futebol brasileiro com sede na Vila Operária da Passagem, município de Neópolis, Sergipe. O clube conquistou o Campeonato Sergipano de Futebol de 1950.  
Atualmente, o Passagem Esporte Clube é um clube de futebol sediado na vila operária de propriedade da fábrica de tecidos chamada Peixoto Gonçalves, no município de Neópolis, estado de Sergipe, tendo sido campeão em 1950, em 1952 e 1954 o Passagem foi Vice-Campeão.
A fábrica de tecidos funciona normalmente e a vila tem aproximadamente 440 casas de conjunto e um belo campo de futebol, também conhecida como Vila Passagem. O time de futebol ainda existe mas se restringe à categoria amadora, não mais participando de campeonatos na categoria profissional. Suas cores são verde, vermelho e branco em homenagem ao Fluminense da cidade de Rio de Janeiro.